# Thomas Lennon

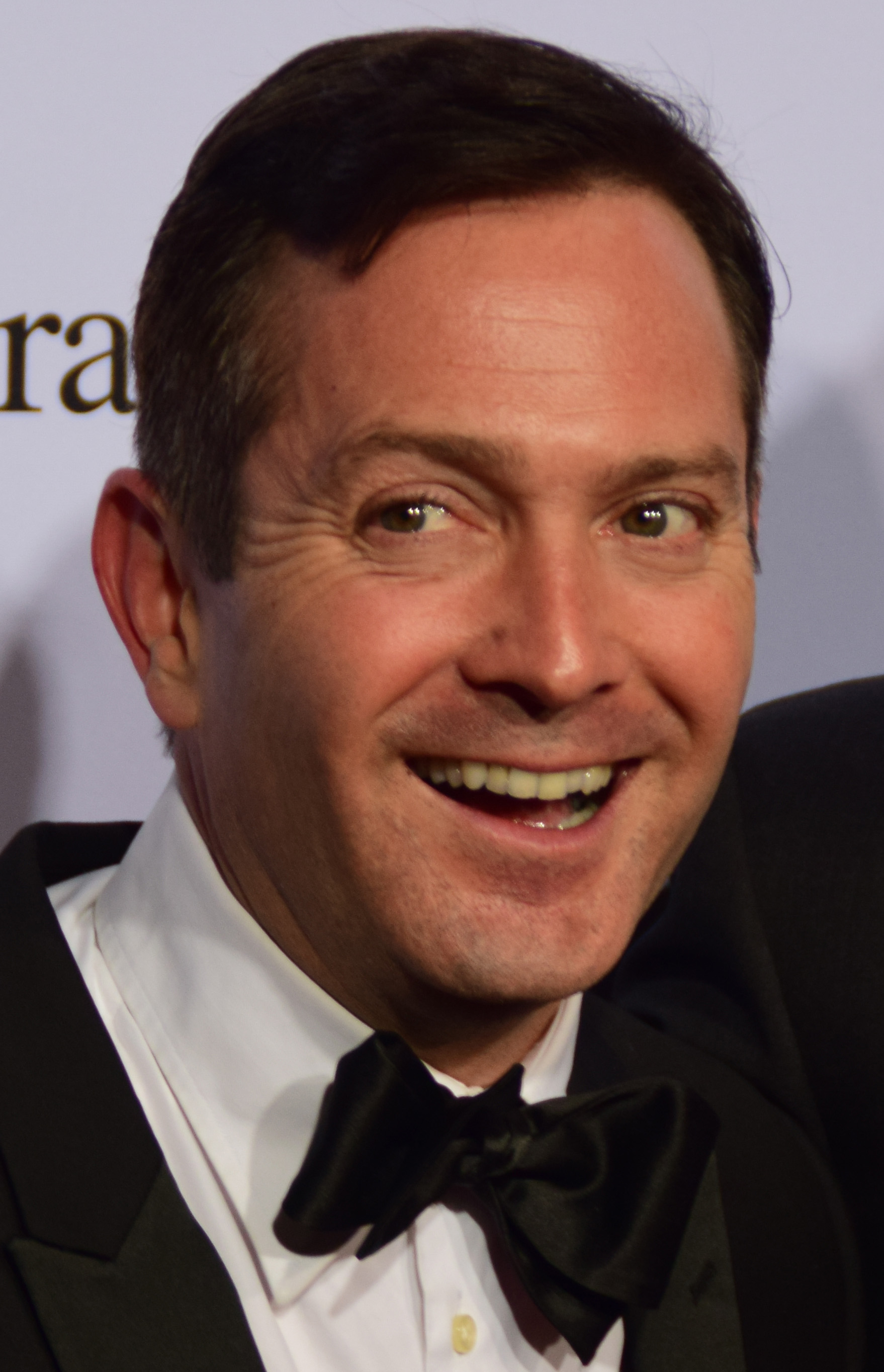
Thomas Lennon

Thomas Lennon (* 9. August 1970 in Oak Park, Illinois) ist ein US-amerikanischer Schauspieler, Drehbuchautor und Filmproduzent.

## Leben
Zusammen mit seinem Kollegen Robert Ben Garant verfasste er die Drehbücher zu Filmen wie New York Taxi und Der Babynator. Seine Karriere als Schauspieler begann er 1991 in dem Film Aisle Six. Er ist vor allem in Nebenrollen zu sehen, so auch in zwei Episoden der Fernsehserie Friends. Sein schauspielerisches Schaffen, darunter auch diverse Arbeiten als Synchronsprecher, umfasst mehr als 150 Produktionen. Von 2003 bis 2009 war er einer der Hauptdarsteller in der Serie Reno 911!, für die er auch Drehbücher verfasste und mehrfach als Regisseur in Erscheinung trat. Als Drehbuchautor ist Lennon seit Beginn der 1990er Jahre aktiv, zu Beginn vor allem für das Fernsehen, ab 2004 vornehmlich für verschiedene Kinoproduktionen. Von 2015 bis 2017 war er in einer Hauptrolle in der Fernsehserie Odd Couple, einer Neuauflage von Männerwirtschaft, zu sehen.
2013 inszenierte Lennon mit Hell Baby seinen ersten Spielfilm.
Lennon lebt in Los Angeles mit seiner Frau Jenny Robertson, die ebenfalls Schauspielerin ist.

## Filmografie (Auswahl)
- 1999: Friends (Fernsehserie, 2 Folgen)
- 2000: Memento
- 2003: Gelegenheit macht Liebe (A Guy Thing)
- 2003: Eine Affäre in Paris (Le Divorce)
- 2003–2020: Reno 911! (Fernsehserie, Drehbuchautor)
- 2003: Wie werde ich ihn los – in 10 Tagen? (How to Lose a Guy In 10 Days)
- 2004: New York Taxi (Taxi, Drehbuchautor)
- 2005: Der Babynator (The Pacifier, Drehbuchautor)
- 2005: Herbie Fully Loaded – Ein toller Käfer startet durch (Herbie: Fully Loaded, Drehbuchautor)
- 2006: Ab in den Knast (Let’s Go to Prison, Drehbuchautor)
- 2006: Nachts im Museum (Night at the Museum, Drehbuchautor)
- 2007: Balls of Fury (Drehbuchautor)
- 2008: Hancock
- 2009: 17 Again – Back to High School (17 Again)
- 2009: Nachts im Museum 2 (Night at the Museum: Battle of the Smithsonian, Drehbuchautor)
- 2009: Trauzeuge gesucht! (I Love You, Man)
- 2011: Harold & Kumar – Alle Jahre wieder (A Very Harold & Kumar 3D Christmas)
- 2011: Willkommen in Cedar Rapids (Cedar Rapids)
- 2011: Bad Teacher
- 2011: Der perfekte Ex (What’s Your Number?)
- 2012: Was passiert, wenn’s passiert ist (What to Expect When You’re Expecting)
- 2012: New Girl (Fernsehserie, Folge 1x24)
- 2012: The Dark Knight Rises
- 2012: How I Met Your Mother (Fernsehserie, 2 Folgen)
- 2013: Apartment 23 (Don’t Trust the B---- in Apartment 23, Fernsehserie, Folge 2x05)
- 2013: Wir sind die Millers (We’re the Millers)
- 2013–2014: Sean Saves the World (Fernsehserie, 14 Folgen)
- 2015: Tinkerbell und die Legende vom Nimmerbiest (Tinker Bell and the Legend of the NeverBeast, Stimme von Scribble)
- 2015–2017: Odd Couple (The Odd Couple, Fernsehserie, 38 Folgen)
- 2016: Monster Trucks
- 2017–2019: Lethal Weapon (Fernsehserie, 7 Folgen)
- 2017–2019: Santa Clarita Diet (Fernsehserie, 6 Folgen)
- 2018: Eine dumme und nutzlose Geste (A Futile and Stupid Gesture)
- 2018: 15:17 to Paris
- 2018: Puppet Master: Das tödlichste Reich (Puppet Master: The Littlest Reich)
- 2019: Teachers (Fernsehserie, Folge 3x15)
- 2019: VHYes
- 2019: Modern Family (Fernsehserie, 1 Folge)
- 2020–2021: Supergirl (Fernsehserie, 4 Folgen)
- 2021: Cherry – Das Ende aller Unschuld (Cherry)
- 2022: Weird: Die Al Yankovic Story (Weird: The Al Yankovic Story)
- 2022: Nachts im Museum: Kahmunrah kehrt zurück (Night at the Museum: Kahmunrah Rises Again, Stimme)
- 2023: Zoey 102
- 2024: The Yoga Teacher (Chosen Family)
- 2024: Unfrosted